# 功過格
功過格是中國古代的通俗宗教簿冊，用作記錄個人每日行為的功與過。功過格書中分列各項功格（善行）和過格（惡行），逐項以正負數字標示，功過相抵，每月每年檢視其分數。若多做錯事，過多於功，下年便要補過。
功過格是善書的一種，用來規過勸善，內容上融合了道教積善、儒教倫理思想，以及佛教的因果報應。現存最早的功過格，為宋代道教淨明道所造。到明代，經袁黃（1533-1606）、祩宏（1535-1615）等人的倡導，版本眾多，流行更廣，到近代華人社會仍有流傳。